# Fail in Love
Fail in Love is de  debuutsingle van de Nederlandse zangeres Sharon Doorson, afkomstig van haar debuutalbum Killer.

## Hitnoteringen
| Positie: | 27 | 19 | 23 | 19 | 17 | 14 | 15 | 15 | 14 | 16 | 19 | 22 | 32 | 36 | 40 | uit |

| Positie: | 19 | 31 | 20 | 23 | 19 | 17 | 19 | 23 | 26 | 36 | 40 | 42 | 69 | 89 | uit | 89 | uit |